# Амазасп Бабаџањан
Амазасп Хачатурович Бабаџањан (арап. Համազասպ Խաչատուրի Բաբաջանյան; рус. Амазасп Хачатурович Бабаджанян, Amazasp Khachaturovich Babadzhanyan; 18. фебруар 1906 — 1. новембар 1977) је био совјетски војни командант, ветеран Другог светског рата и Маршал оклопних снага Совјетског Савеза.

## Биографија

### Детињство и младост
Бабаџањан је рођен у сиромашној јерменској породици, у селу Чардахли близу Јелизаветпоља (касније Кировбад, а данас Ганџа, у Азербејџану), у Царској Русији. У истом селу рођен је његов сународник Иван Баграмјан, који ће касније постати Маршал Совјетског Савеза. Бабаџањан је похађао локалну основну четворогодишњу школу у Чардахлију, пре него што се 1915. године преселио у Тбилиси где је наставио школовање у јерменској средњој школи. Међутим, његова породица није била задуго у стању да финансира његово школовање због чега се вратио кући и наставио да се бави пољским радовима.
Године 1925. Бабаџањан се пријавио у црвеноармејску Уједињену војну школу „Александер Мијашникин“, у Јеревану, у Јерменији. Школа је касније премештена у Тбилиси и преименована у Закавскаску уједињену пешадијску школу. Дипломирао је 1929. године и добио је официрски чин. Обављао је разне војне функције широм Совјетског Савеза, служећи као командант батаљона, а касније и као заменик команданта корпуса стационираног у Закавкаској војној области. Своје војно школовање наставио је на војној академији Фрунзе, на којој је дипломирао 1937. године, што му је донело чин мајора. 1938. године постављен је на место заменика команданта пука у Лењинграду пре него што је, по избијању Руско-Финског рата, упућен на фронт.
 Нарочито се истакао током ратних дејстава због чега му је додељена команда над 751. стрељачким пуком који је био стациониран у Северно-Кавкаскм војном округу.

### Други светски рат
Дана 5. јула 1941. године, неколико недеља од почетка немачког напада, Бабаџањан је упућен у Смоленск, где је преузео команду над 395. стрељачким пуком, из састава 127. стрељачке дивизије. Његова јединица штитила је одступницу током привременог повлачења совјетских снага, пружајући снажан отпор непријатељу, све до тренутка када су совјетске снаге прешле у контра-напад. Његова јединица прва је, 8. септембра 1941. године ослободила град Јељњу у Смоленској области, због чега је послата у Курск, на заслужен одмор. Међутим, због брзог немачког напредовања, Бабаџањанов пук се убрзо нашао на првој линији фронта. Након борби са немачким јединицама у Фатежу, пук је учествовао у евакуацији Курска.
Током 1942. године Бабаџањанов пук је све чешће учествовао у офанзивним операцијама. У зиму 1941-42., његова дивизија упућена је на југо-западни фронт. У јануару 1942. године добио је наређење да заузме немачко упориште у селу Сокоља плота. Након извештаја извиђача који су информисали Бабаџањана да се у селу налазе немачке снаге које су шест пута бројније од његових, одлучио се да нападне непријатељска крила. Напад који је уследио, успео је да разбије немачке снаге које су претрпеле велике губитке и повукле се са својих положаја. Његов пук наставио је са нападом и заузео је село Виползово и железничку станицу Шумаково, на почетку терминуса на железничкој линији Курск-Бјелгород, а затим је изврши дубок продор у Седвенскају област, југо-источно од Курска. У септембру 1942. године, постављен је за команданта 3. механизоване бригаде из састава совјетског 3. механизованог корпуса. 

У јулу 1943. године Бабаџањан је учествовао у Курској бици.  Његова бригада заузела је положај на саобраћајном чвору код Обојана, са задатком да заустави немачки напад. У борби која је уследила са немачким тенковима, бригада је претрпела тешке губитке, а Бабаџањан је рањен. Одмах након опоравка, вратио се у своју јединицу. 
У курској бици његова бригада се истакла и добила је почасни назив 20.гардијска,а корпус је постао 8.гардијски.
Његова јединица стављена је под команду 1. Украјинског фронта и учествовала је у истеривању немачких снага из Украјине. Током зиме 1943-44. Бабаџањанова бригада учествовала је у ослобађању Вињице, Жмеринке и Тернопоља. Тенкови под његовом командом нарочито су се истакли у бици код Казатина, у којој је у потпуности уништена немачка 70. моторизована стрељачка дивизија.
У марту 1944. године Бабаџањан је предводио своју бригаду у нападу преко реке Дњепар, како би се повратио град Станислав. Након једанест дана тешке борбе његова јединица је успоставила мостобран на десној обали реке. За исказано залагање, командант 8. механизованог корпуса је 26. априла обавестио Бабаџањана да му је додељена титула Хероја Совјетског Савеза. Од лета 1944. па све до 1945. године његова јединица борила се као део 1. и 2. белоруског фронта. 25. августа 1944. године, Бабаџањан, који је до тада био пуковник, постављен је за команданта 11. гардијског тенковског корпуса, који је био у саставу 1. гардијске тенковске армије.
Током Висло-одранске офанзиве, у јануару 1945. године, његови тенкови пружали су ватрену подршку пешадији која је наступала у Пољску и учествовали су у ослобађању градова Лођ, Кутно и Познањ. До краја месеца Бабаџањанов корпус избио је на границу са немачком и започео је операцију за заузимање Ландсберга, Тчевa, Вејхерова, као и многих других градова у Померанији. Као део 1. белоруског фронта, 11. тенковски корпус је форсирао Одру 2. фебруара 1945. године уз снажну артиљеријску припрему и подршку из ваздуха и узео је учешћа у освајању Франкфурта на Одри. Његова јединица стигла је на време да учествује у најтежим уличним борбама и заузимању Рајхстага током битке за Берлин, заједно са 1. Украјинским фронтом.

### Послератна каријера
Дана 11. јула 1945. године Бабаџањан је унапређен у чин генерал-мајора совјетских оклопних снага. 1948. године је дипломирао на Генелаштабној војној академији. Од 1950. до 1951. године обављао је функцију заменика команданта Прикапратског војног округа.
У новембру 1956. године Бабаџањан је предводио 8. механизовану армију током совјетске интервенције против револуције у Мађарској. 1959. постављен је за команданта војног округа у Одеси. Од 1967. до 1969 године био је управник Војне академије „Родион Малиновски“, а од маја 1969. године постављен је за главнокомандујућег тенковских снага. Такође је био депутат у Совјету СССР, у шестом и седмом сазиву. Од 1969. до 1977. године био је за главнокомандујући оклопних снага совјетске војске. 29. априла 1975. године унапређен је у чин главног маршала оклопних снага Совјетског Савеза (био је један од двоје људи који су икада унапређени у овај чин), и на овом положају је остао све до своје смрти.
Умро је у Москви 1. новембра 1977. године и сахрањен је, уз све војне почасти, у некрополи у зидинама Кремља.

## Заоставштина
Године 1978. северо-западна област Московског административног округа названа је по Бабаџањану. Такође, једна од улица у Јеревану носи његово име. Једна улица у Одеси преименована је 22. децембра 2012. године у улицу Маршала Бабаџањана.

## Објављена дела
- (језик: руски) Дороги Победы [The Road to Victory]. Moscow: Molodaia Gvardiia, 1972.
- (језик: руски) Танки и Танковые Войска [Tanks and Tank Forces]. Moscow: Voenizdat, 1970.

## Одликовања и признања
У наредбама врховног Совјета СССР, Бабаџањан је споменут 15 пута и по учесталости спомињања заузима 23 место међу совјетским командантима.
Совјетски Савез
- Херој Совјетског Савеза 26. април 1944.
- Орден Лењина, четири пута
- Орден Октобарске револуције
- Орден Црвене заставе, четири пута
- Орден Суворова I класе
- Орден Суворова II класе
- Орден Кутузова I класе
- Орден Великог отаџбинског рата I класе
- Орден Црвене звезде, два пута
- Јубиларна медаља „У знак сећања на 100. од рођења Владимира Илича Лењина“
- Медаља за одбрану Москве
- Медаља "За победу над Немачком у Великом отаџбинском рату 1941-1945."
- Јубиларна медаља „Двадесет година од победе у Великом отаџбинском рату 1941-1945.“
- Јубиларна медаља „Тридесет година од победе у Великом отаџбинском рату 1941-1945.“
- Медаља за освајање Берлина
- Медаља за ослобођење Варшаве
- Медаља за развој нетакнутог земљишта, два пута
- Јубиларна медаља „Тридесет година Совјетске војске и морнарице“
- Јубиларна медаља „Четрдесет година Совјетске војске"
- Јубиларна медаља „Педесет година Совјетске војске"

Страна одликовања
- Орден Црвене заставе
- Јубиларна медаља "Педесет година монголске народне ревоулиције"
- Јубиларна медаља "Тридесет година од победе над јапанском војском"
- Јубиларна медаља "Тридесет година од победе на Халкин-Голу"
- Јубиларна медаља "Четрдесет година од победе на Халкин-Голу"
- Јубиларна медаља "Педесет година Монголске народне армије"
- Орден обнове Пољске, V класе
- Орден за храброст - Virtuti Militari